# Lydie Salvayre
Lydie Salvayre (ur. w 1948) – francuska pisarka,  psychiatra.

## Życiorys
Urodziła się we Francji w rodzinie republikańskich uchodźców z Hiszpanii ogarniętej wojną domową. Studiowała medycynę w Tuluzie. Debiutowała późno, bo w wieku 42 lat powieścią La déclaration (1990). W 2014 r. otrzymała Nagrodę Goncourtów za powieść Pas pleurer (2014).